# Trichoptya inquinata
Trichoptya inquinata là một loài bướm đêm trong họ Noctuidae.